# Goyang
Goyang (Hán Việt: Cao Dương) là một thành phố thuộc tỉnh Gyeonggi ở phía bắc của Hàn Quốc. Nó là một phần của Khu vực Thủ đô Seoul, đưa Goyang trở thành một trong những đô thị vệ tinh của Seoul. Đây là một trong những thành phố lớn nhất trong vùng thủ đô Seoul với dân số hơn 1 triệu người. Ilsan, một thành phố được quy hoạch, nằm ở các quận Ilsandong-gu và Ilsanseo-gu của Goyang, được kết nối với Seoul thông qua tuyến xe điện ngầm Seoul 3. Nó cũng bao gồm Deogyang-gu gần Seoul hơn. Goyang giáp với Seoul về phía tây bắc, những bức tường của pháo đài núi Bukhan nằm dọc một phần nhỏ của địa giới này.
Một số tổ chức giáo dục chuyên nghiệp được đặt tại Goyang. Chúng bao gồm Cao đẳng Hợp tác xã nông nghiệp, Đại học Không gian Hàn Quốc, Đại học Luật và Kinh doanh Quốc tế.
Trong thể thao, thành phố này là quê hương của đội khúc côn cầu trên băng châu Á High1. Đội bóng đá Challengers League Goyang Citizen FC và đội bóng rổ Hàn Quốc Goyang Orion Orions cũng có trụ sở tại thành phố.

## Các đơn vị hành chính

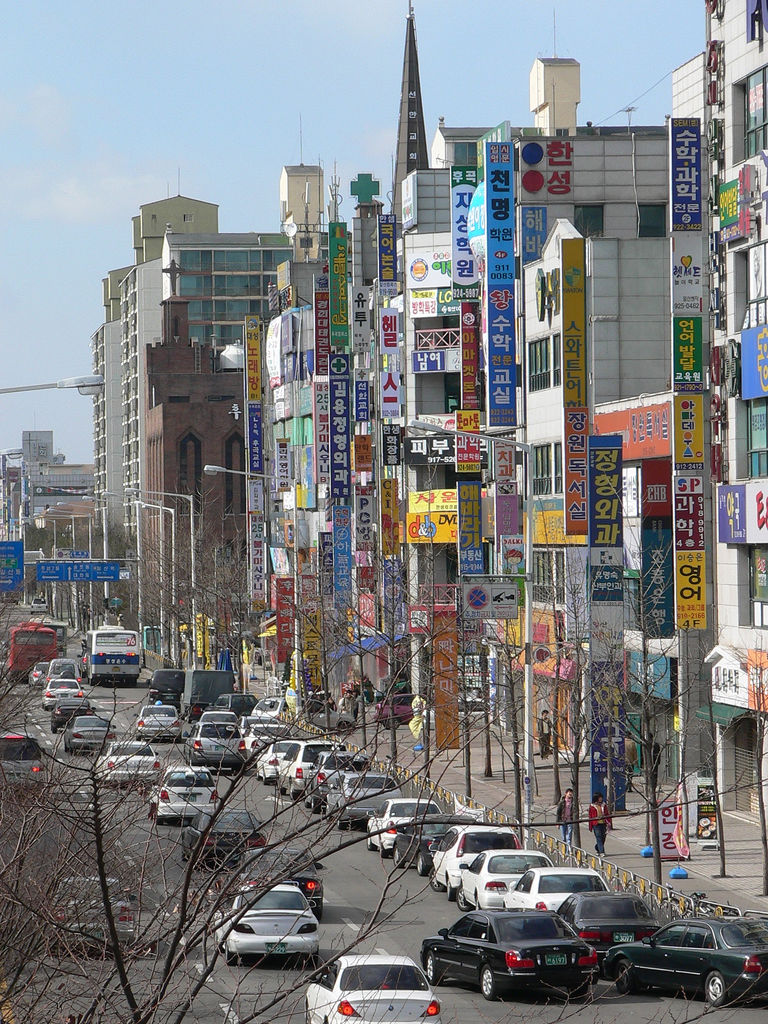
Một góc phố ở Goyang

Thành phố được chia thành 3 gu (quận)

## Người nổi tiếng đến từ Goyang
- Do Kyung-soo – ca sĩ, diễn viên và thành viên của Exo
- Heo Young-ji – ca sĩ, và cựu thành viên của Kara
- JB – ca sĩ và trưởng nhóm của Got7
- Jang Mi-ran – vận động viên cử tạ
- Jeon So-min – nữ diễn viên, người mẫu và nghệ sĩ hài
- Kang Min-hyuk – tay trống, ca sĩ, nhạc sĩ, diễn viên và thành viên của CNBLUE
- Kim Da-som – ca sĩ, nữ diễn viên và cựu thành viên của Sistar
- Kim Hyun-joo – nữ diễn viên
- Kỳ Hoàng hậu – hoàng hậu của triều đại nhà Nguyên
- Kwon Yu-ri – ca sĩ và thành viên của Girls' Generation
- Lee Do-hyun – nam diễn viên
- Lee Jun-ho – ca sĩ, nhạc sĩ, vũ công, nhà soạn nhạc, diễn viên và thành viên của 2PM
- Lee Jung-shin – nhạc sĩ, tay bass, ca sĩ, rapper, diễn viên và thành viên của CNBLUE
- Junsu - ca sĩ, nhạc sĩ, diễn viên, thành viên của JYJ và cựu thành viên của DBSK
- Eunhyuk - rapper, vũ công, ca sĩ, thành viên của Super Junior
- Sungmin – ca sĩ, nhạc sĩ, diễn viên và thành viên của Super Junior
- Young K – tay bass, ca sĩ, rapper và thành viên của Day6
- Qri – ca sĩ, nữ diễn viên, trưởng nhóm và thành viên của T-ara và nhóm nhỏ QBS
- RM – rapper và trưởng nhóm của BTS
- Song Ji-hyo – nữ diễn viên
- Yoon Doo-joon – ca sĩ, diễn viên và thành viên của Highlight
- Yuju – ca sĩ và thành viên của GFriend
- Park Ye-eun – ca sĩ và cựu thành viên của Wonder Girls
- Yoo Ki-hyun – ca sĩ và thành viên của Monsta X
- Jung Woo-young – ca sĩ và thành viên của Ateez
- Kwon Eun-bi - cựu thành viên của IZ*ONE
- Choi Yoo-jung - cựu thành viên của I.O.I